# Gottfried Mascov
Gottfried Mascov, auch Mascovius (* 26. September 1698 in Danzig; † 5. Oktober 1760 in Leipzig), war ein deutscher Rechtswissenschaftler.
Mascov studierte von 1716 bis 1724 Rechtswissenschaft und Philosophie an den Universitäten Leipzig und Altdorf. Von 1724 bis 1729 war er Privatdozent für Römisches Recht, Altertümer- und Naturrecht an der Universität Leipzig. Anschließend war er von 1728 bis 1735 ordentlicher Professor für Rechtswissenschaft an der Gelderschen Akademie Harderwyck, deren Rektor er 1730 war.
1735 wurde er zum Hofrat ernannt.
Mascov war von 1735 bis 1739 ordentlicher Professor für Rechtswissenschaft an der Universität Göttingen. Von 1739 bis 1748 war er Privatdozent für Römisches Recht und Naturrecht an der Universität Leipzig und von 1748 bis 1760 ordentlicher Professor für Natur- und Völkerrecht an der Universität Leipzig.

## Werke
- De sectis Sabinianorum et Proculianorum, 1724
- De Herciscundis, 1728
- De usu iuris cum scientia eiusdem coniungendo, 1735
- De paroemia iuris Germanici, 1736
- Notitia iuris et iudiciorum, 1736
- Notitia iuris et iudiciorum Brunsvico-Luneburgicorum, 1738
- De saltu Leucadio prolusio. Leipzig: Langenheim, 1754
- Oratio de usu et praestantia historiae Augustae in iure civili (posthum hg. v. Josias Ludwig Ernst Püttmann), 1774
- Opuscula iuridica et philologica (posthum hg. v. Josias Ludwig Ernst Püttmann), 1776